# Jim Gainer International
Jim Gainer International, ou Gainer International est une écurie de sport automobile japonaise. Dans les années 2000, et de façons plus assidu en 2005, l'écurie a participé au championnat Le Mans Endurance Series avec une Dome S101Hb. 
L'écurie Gainer est également très impliquée dans le championnat japonais Super GT. L'écurie a participé à une manche du championnat du monde d'endurance FIA, les 6 Heures de Fuji en 2013, avec une Zytek Z11SN engagée en catégorie LMP2. En outre, l'écurie compte une participation aux 24 Heures du Mans, en 2005.

## Historique
EN 2005, Gainer International participe aux 24 Heures du Mans avec une Dome S101Hb,.
En 2010, à Fuji, l'écurie remporte les deux courses du weekend avec sa Ferrari F430 GTC engagées dans la catégorie GT300.
Fin 2013, L'écurie termine vice-champion du Super GT, dans la catégorie GT300 avec les pilotes : Björn Wirdheim et Katsuyuki Hiranaka.
En parallèle, au mois d'octobre, l'écurie engage une Zytek Z11SN à l'une des manches du championnat du monde d'endurance FIA : les 6 Heures de Fuji,,,,. En février 2014, l'écurie annonce qu'elle ne participera pas aux 24 Heures du Mans, préférant se concentrer sur le Super GT avec deux Mercedes-Benz SLS AMG GT3, comme le laisse entendre le chargé de communication de l'équipe, Mika Ishida : « Malheureusement, nous n’avons pas de projet pour  venir au Mans  cette année. Nous participerons au SUPER GT en GT300 avec deux  Mercedes-Benz SLS GT3 ».
Pour la saison 2015 de Super GT, l'écurie engage une Mercedes-Benz SLS AMG GT3 et une Nissan GT-R GT3 dans la catégorie GT300,.
En avril, lors de la manche d'Okayama, l'écurie réalise un doublé en qualification, dans la catégorie GT300.
En 2016, l'écurie participe au Super GT avec une Nissan GT-R.